# تشارلي فيرغسون (لاعب كرة قدم)
تشارلي فيرغسون (بالإنجليزية: Charlie Ferguson)‏ (22 أكتوبر 1910 بدنفيرملين في المملكة المتحدة - 16 أبريل 1995) هو لاعب كرة قدم بريطاني (وحمل سابقاً جنسية المملكة المتحدة لبريطانيا العظمى وأيرلندا) في مركز مهاجم داخلي. لعب مع دندي يونايتد ونادي أبردين ونادي دمبرتون ونادي لوتون تاون ونادي ميدلزبره ونوتس كاونتي ونادي اربوراث.